# 안드레이 시투르바빈
안드레이 아나톨리예비치 시투르바빈(우즈베크어: Andrey Anatolyevich Shturbabin, 러시아어: Андре́й Анато́льевич Штурбабин, 1972년 5월 30일~)은 우즈베키스탄의 유도 선수, 지도자이다. 1996년 하계 올림픽과 2000년 하계 올림픽에 참가했다.